# Ixamatus broomi
Espèce
Ixamatus broomi est une espèce d'araignées mygalomorphes de la famille des Microstigmatidae.

## Distribution
Cette espèce est endémique d'Australie. Elles se rencontrent dans le Nord-Est de la Nouvelle-Galles du Sud vers Hillgrove et dans le Sud-Est du Queensland dans les monts Richmond et D'Aguilar,.

## Description
La carapace du mâle holotype mesure 6 mm de long sur 5 mm et l'abdomen 4,5 mm de long sur 4 mm.
La carapace de la femelle décrite par Raven en 1982 mesure 4,75 mm de long sur 3,81 mm et l'abdomen 6,25 mm de long sur 4,25 mm.

## Étymologie
Cette espèce est nommée en l'honneur du Dr Broom.

## Publication originale
- Hogg, 1901 : On Australian and New Zealand spiders of the suborder Mygalomorphae. Proceedings of the Zoological Society of London, vol. 1901, no , p. 218-279 (texte intégral).